# タレブ・ネーマットプール
タレブ・ネーマットプール（ペルシア語:  طالب نعمت‌پور、ラテン表記:Taleb Nematpour、1984年9月19日 - ）は、イランのレスリング選手。